# Larnax
Larnax es un género de plantas en la familia de las Solanáceas con 36 especies que se distribuyen por los Andes.

## Especies
| - Larnax andersonii - Larnax cuyacensis - Larnax darcyana - Larnax dilloniana - Larnax glabra - Larnax grandiflora - Larnax harlingiana - Larnax hawkesii - Larnax hunzikeriana - Larnax longipedunculata - Larnax lutea - Larnax macrocalyx - Larnax morrisoni - Larnax orinocensis - Larnax parviflora | - Larnax peruviana - Larnax pilosa - Larnax psilophyta - Larnax purpurea - Larnax ramosa - Larnax sachapapa - Larnax sagasteguii - Larnax sawyeriana - Larnax sordida - Larnax steyermarkii - Larnax subtriflora - Larnax suffruticosa - Larnax sylvarum - Larnax vasquezii - Larnax xalapensis |